# Ubavoj nam Crnoj Gori
Ubavoj nam Crnoj Gori (cyrilicí: Убавој нам Црној Гори, česky: Naší krásné Černé Hoře) byla národní hymna Černé Hory v dobách monarchie v 19. a 20. století. 
Text byl složen v roce 1865 černohorským básníkem a knězem Jovanem Sundečićem, který byl zároveň tajemníkem černohorského knížete Nikoly I. Petroviće-Njegoše. Hudbu složil Jovo Ivanišević, inspirovaný "Uskliknimo s ljubavlju", hymnusem na Svatého Sávu. Tato melodie byla později upravena Antonem Schulzem. Hymna byla poprvé zpívána a hrána 17. října 1870. Poté ji kníže Nikola I. prohlásil za státní hymnu. 28. srpna 1910 bylo vyhlášeno Černohorské království se stejnou národní hymnou.
V roce 1993 byla tato hymna jako jeden z návrhů během neúspěšného jednání o přijetí státní hymny nezávislé Černé Hory. Hlavním problémem byly její monarchistické texty. 

## Slova
Text hymny v černohorské cyrilici, transkripci a češtině.
| Убавој нам Црној Гори Убавој нам Црној Гори с поноситим брдима, Отаџбини што не двори, коју нашим мишицама. Ми бранимо и држимо презирући невољу, Добри Боже, сви Т' молимо: живи Књаза Николу! Здрава, срећна, моћна, славна, обћем врагу на ужас, Врлим претцим' у свем равна, свом народу на украс; Добрим блага, злијем строга; крста, дома, слободе Заштитника ревноснога, храни нам Га, Господе! Од коварства и напасти чувај Њег' и Његов Дом; Који сније Њем' пропасти нека буде пропаст том! А коју му вјеру крши, правда тог укротила, Крјепки Боже, све растр'си што нам злоба ротила. Куд Он с нама, свуд' ми с Њиме крв смо љеват готови за Њ' за вјеру, наше име и за браћу у окови! Томе ћемо свету дугу одзивати се сваки час, — Боже, свеј нам буд'у у кругу, благосиљај Њег' и нас! | Ubavoj nam Crnoj Gori Ubavoj nam Crnoj Gori s ponositim brdima, Otadžbini što ne dvori, koju našim mišicama. Mi branimo i držimo prezirući nevolju, — Dobri bože, svi T' molimo: živi Knjaza Nikolu! Zdrava, srećna, moćna, slavna, obćem vragu na užas, Vrlim pretcim' u svem ravna, svom narodu na ukras; Dobrim blaga, zlijem stroga; krsta, doma, slobode Zaštitnika revnosnoga, hrani nam Ga, Gospode! Od kovarstva i napasti čuvaj Njeg' i Njegov Dom; Koji snije Njem' propasti neka bude propast tom! A koju mu vjeru krši, pravda tog ukrotila, Krjepki Bože, sve rastr'ci što nam zloba rotila. Kud On s nama, svud' mi s Njime krv smo ljevat gotovi za Nj' za vjeru, naše ime i za braću u okovi! Tome ćemo svetu dugu odzivati se svaki čas, — Bože, svej nam bud'u u krugu, blagosiljaj Njeg' i nas! | Pro naši krásnou Černou Horu Naší krásné Černé Hoře s hrdými horami, vlasti silné, která již nikdy nebude využita My budeme ji věčně střežit s obranami, dobrý Bože, modlíme se k tobě: ať žije dlouho kníže Nikola! Zdravý, šťastný, mocný, silný s předky stvořil krásu lidu země, ze zla k dobru, ze zla k moci, z kříže, domova, svobody náš věčný vůdce slávy, chraň ho, ó Pane!. Od kořisti, od hniloby ochraň jej a jeho rod, Kdo bude přát špatné jemu, bude špatné sobě přát. Kdo zavrhne svou víru, postihne ho krutý soud, Bože milý, chraň zlo, které napadne nás. Kudy on s náma kráčí, tam my budem prolávati krev. Pro něj, víru, kterou hlásí, budeme bratry v řetězech. K tomuto svatému dluhu hlásit my se budem celý čas. Bože, zůstaň v našich myslích, a ochraňuj jeho a nás! |